# Natação no Campeonato Mundial de Esportes Aquáticos de 2009 - 25 km masculino
A prova de 25 quilômetros masculino da maratona aquática no Campeonato Mundial de Esportes Aquáticos de 2009 foi realizada no dia 25 de julho na praia de Óstia, nos arredores de Roma.

## Medalhistas
| Ouro                | Prata               | Bronze                  |
| Valerio Cleri (ITA) | Trent Grimsey (AUS) | Vladimir Dyatchin (RUS) |

## Resultados
Estes foram os resultados da prova:
| Pos.              | Atleta                    | País               | Tempo     |
| ----------------- | ------------------------- | ------------------ | --------- |
| Medalha de ouro   | Valerio Cleri             | Itália             | 5:26:31.6 |
| Medalha de prata  | Trent Grimsey             | Austrália          | 5:26:50.7 |
| Medalha de bronze | Vladimir Dyatchin         | Rússia             | 5:29:29.3 |
| 4                 | Brian Ryckeman            | Bélgica            | 5:30:18.4 |
| 5                 | Loic Branda               | França             | 5:30:20.9 |
| 6                 | Bertrand Venturi          | França             | 5:30:22.9 |
| 7                 | Brendan Capell            | Austrália          | 5:30:27.5 |
| 8                 | Rostislav Ritek           | Chéquia            | 5:32:38.8 |
| 9                 | Simon Tobin-Daignault     | Canadá             | 5:34:48.2 |
| 10                | Libor Smolka              | Chéquia            | 5:35:06.4 |
| 11                | Sean Ryan                 | Estados Unidos     | 5:36:22.2 |
| 12                | Andrea Volpini            | Itália             | 5:36:37.9 |
| 13                | Manuel Chiu               | México             | 5:39:12.1 |
| 14                | Rodrigo Elorza            | México             | 5:43:26.4 |
| 15                | Danill Serebrennikov      | Rússia             | 5:46:21.7 |
| 16                | Arseniy Lavrentyev        | Portugal           | 5:48:43.0 |
| 17                | Saleh Mohammed            | Síria              | 5:49:30.6 |
| 18                | Adel El-Behary            | Egito              | 5:54:00.3 |
|                   | Evgenij Pop Avec          | Macedônia do Norte | OTL       |
|                   | Mohammed Jassim Alghareeb | Arábia Saudita     | DNF       |
|                   | Alex Meyer                | Estados Unidos     | DSQ       |
|                   | Mazen Metwaly             | Egito              | DNS       |
|                   | Diego Nogueira Montero    | Espanha            | DNS       |

- OTL: acima do tempo limite (Over Time Limit)
- DNF: não completou (Did Not Finish)
- DNS: não largou (Did Not Start)
- DSQ: desclassificado (Disqualified)